# José Quirante
José Quirante Pineda (* 1. Januar 1884 in Cox, Spanien; † 30. Mai 1964 in Barcelona, Spanien) war ein spanischer Fußballspieler und -trainer.

## Karriere als Spieler
Er gilt als der erste Spieler, der vom FC Barcelona zum Erzrivalen Real Madrid wechselte. Obwohl er als Spieler während seiner ganzen Laufbahn von 1901 bis 1912 bei den Katalanen unter Vertrag stand, spielte er aus beruflichen Gründen, die seine Präsenz in Madrid erforderten, von 1906 bis 1908 bei Real Madrid.

## Karriere als Trainer
Seine Karriere als Trainer begann er in Madrid. In der Saison 1928/29 leitete er Real Madrid bei der Austragung der ersten Spanischen Fußballmeisterschaft und führte sie zur Vizemeisterschaft. Er gewann mit dem Verein zwei Regionale Meisterschaften, bevor er 1930 zum FC Sevilla wechselte. Nach drei Jahren in der andalusischen Hauptstadt folgten mehrere einjährige Aufenthalte bei diversen Vereinen, bevor er 1950 seine Trainerlaufbahn bei AD Plus Ultra beendete.